# Privateering Tour
Il Privateering Tour è stato una tournée del chitarrista e cantautore britannico Mark Knopfler, che ebbe luogo dal 25 aprile 2013 al 28 ottobre 2013.

## Formazione
- Mark Knopfler – voce e chitarra
- Richard Bennett – chitarra
- Glenn Worf – basso e contrabbasso
- Guy Fletcher – tastiere e chitarra
- Jim Cox – tastiere
- Michael McGoldrick – flauto e uillean pipes
- John McCusker – fiddle, cittern e flauto
- Ian Thomas – batteria

Ad alcuni spettacoli ha preso parte anche Nigel Hitchcock (sassofono e clarinetto).

## Concerti
| Data           | Città                  | Paese       | Impianto                                  | Scaletta |
| -------------- | ---------------------- | ----------- | ----------------------------------------- | -------- |
| Europa         |                        |             |                                           |          |
| 25 aprile 2013 | Bucarest               | Romania     | Sala Palatului                            | 1        |
| 27 aprile 2013 | Istanbul               | Turchia     | Ülker Sports Arena                        | 2        |
| 29 aprile 2013 | Sofia                  | Bulgaria    | National Palace of Culture                | 3        |
| 30 aprile 2013 | Belgrado               | Serbia      | Kombank Arena                             | 4        |
| 2 maggio 2013  | Torino                 | Italia      | Torino Palasport Olimpico                 | 5        |
| 3 maggio 2013  | Milano                 | Italia      | Mediolanum Forum                          | 6        |
| 4 maggio 2013  | Lubiana                | Slovenia    | Arena Stožice                             | 7        |
| 5 maggio 2013  | Zagabria               | Croazia     | Arena Zagreb                              | 8        |
| 7 maggio 2013  | Praga                  | Rep. Ceca   | O2 Arena                                  | 9        |
| 8 maggio 2013  | Łódź                   | Polonia     | Atlas Arena                               | 10       |
| 10 maggio 2013 | Berlino                | Germania    | O2 World Berlin                           | 11       |
| 11 maggio 2013 | Brema                  | Germania    | ÖVB Arena                                 | 12       |
| 12 maggio 2013 | Anversa                | Belgio      | Sportpaleis                               | 13       |
| 14 maggio 2013 | Amsterdam              | Paesi Bassi | Ziggo Dome                                | 14       |
| 15 maggio 2013 | Esch-sur-Alzette       | Lussemburgo | Rockhal                                   | 15       |
| 17 maggio 2013 | Glasgow                | Regno Unito | Scottish Exhibition and Conference Centre | 16       |
| 18 maggio 2013 | Newcastle              | Regno Unito | Metro Radio Arena                         | 17       |
| 19 maggio 2013 | Liverpool              | Regno Unito | Echo Arena Liverpool                      | 18       |
| 21 maggio 2013 | Bournemouth            | Regno Unito | Bournemouth International Centre          | 19       |
| 22 maggio 2013 | Cardiff                | Regno Unito | Motorpoint Arena Cardiff                  | 20       |
| 24 maggio 2013 | Birmingham             | Regno Unito | LG Arena                                  | 21       |
| 25 maggio 2013 | Brighton               | Regno Unito | Brighton Centre                           | 22       |
| 27 maggio 2013 | Londra                 | Regno Unito | Royal Albert Hall                         | 23       |
| 28 maggio 2013 | Londra                 | Regno Unito | Royal Albert Hall                         | 24       |
| 29 maggio 2013 | Londra                 | Regno Unito | Royal Albert Hall                         | 25       |
| 30 maggio 2013 | Londra                 | Regno Unito | Royal Albert Hall                         | 26       |
| 31 maggio 2013 | Londra                 | Regno Unito | Royal Albert Hall                         | 27       |
| 1º giugno 2013 | Londra                 | Regno Unito | Royal Albert Hall                         | 28       |
| 7 giugno 2013  | Zwolle                 | Paesi Bassi | IJsselhallen                              | 29       |
| 9 giugno 2013  | Helsinki               | Finlandia   | Hartwall Areena                           | 30       |
| 11 giugno 2013 | Hamar                  | Norvegia    | Vikingskipet                              | 31       |
| 12 giugno 2013 | Bergen                 | Norvegia    | Koengen                                   | 32       |
| 13 giugno 2013 | Stavanger              | Norvegia    | DNB Arena                                 | 33       |
| 14 giugno 2013 | Gotemburgo             | Svezia      | Trädgårdsföreningen                       | 34       |
| 15 giugno 2013 | Malmö                  | Svezia      | Malmö Arena                               | 35       |
| 16 giugno 2013 | Copenaghen             | Danimarca   | Forum Copenhagen                          | 36       |
| 18 giugno 2013 | Francoforte sul Meno   | Germania    | Festhalle Frankfurt                       | 37       |
| 19 giugno 2013 | Ratisbona              | Germania    | Donau Arena                               | 38       |
| 20 giugno 2013 | Vienna                 | Austria     | Wiener Stadthalle                         | 39       |
| 22 giugno 2013 | Budapest               | Ungheria    | Papp László Budapest Sportaréna           | 40       |
| 23 giugno 2013 | Bratislava             | Slovacchia  | Aegon Arena                               | 41       |
| 24 giugno 2013 | Salisburgo             | Austria     | Salzburgarena                             | 42       |
| 26 giugno 2013 | Parigi                 | Francia     | Palais Omnisports de Paris-Bercy          | 43       |
| 27 giugno 2013 | Caen                   | Francia     | Zénith de Caen                            | 44       |
| 28 giugno 2013 | Rennes                 | Francia     | Le Liberté                                | 45       |
| 29 giugno 2013 | Clermont-Ferrand       | Francia     | Zénith d'Auvergne                         | 46       |
| 30 giugno 2013 | Digione                | Francia     | Zénith de Dijon                           | 47       |
| 2 luglio 2013  | Colonia                | Germania    | Lanxess Arena                             | 48       |
| 3 luglio 2013  | Halle                  | Germania    | Gerry Weber Stadion                       | 49       |
| 4 luglio 2013  | Dresda                 | Germania    | Neustädter Elbufer                        | 50       |
| 5 luglio 2013  | Bad Mergentheim        | Germania    | Schloss Mergentheim                       | 51       |
| 6 luglio 2013  | Stoccarda              | Germania    | Hanns-Martin-Schleyer-Halle               | 52       |
| 9 luglio 2013  | Nîmes                  | Francia     | Arena of Nîmes                            | 53       |
| 11 luglio 2013 | Locarno                | Svizzera    | Piazza Grande                             | 54       |
| 12 luglio 2013 | Piazzola sul Brenta    | Italia      | Anfiteatro Camerini                       | 55       |
| 13 luglio 2013 | Roma                   | Italia      | Ippodromo delle Capannelle                | 56       |
| 14 luglio 2013 | Napoli                 | Italia      | Piazza del Plebiscito                     | 57       |
| 16 luglio 2013 | Taormina               | Italia      | Teatro antico di Taormina                 | 58       |
| 17 luglio 2013 | Floriana               | Malta       | The Granaries                             | 59       |
| 19 luglio 2013 | Lucca                  | Italia      | Piazza Napoleone (Lucca Summer Festival)  | 60       |
| 20 luglio 2013 | Zurigo                 | Svizzera    | Dolder Kunsteisbahn                       | 61       |
| 21 luglio 2013 | Lörrach                | Germania    | Marktplatz                                | 62       |
| 22 luglio 2013 | Saint-Julien           | Francia     | Saint-Julien Festival Grounds             | 62       |
| 24 luglio 2013 | Carcassonne            | Francia     | Théâtre Jean-Deschamps                    | 63       |
| 25 luglio 2013 | Barcellona             | Spagna      | Poble Espanyol                            | 64       |
| 26 luglio 2013 | Madrid                 | Spagna      | Plaza de Toros de Las Ventas              | 63       |
| 27 luglio 2013 | Malaga                 | Spagna      | Plaza de Toros de Ronda                   | 64       |
| 29 luglio 2013 | Gijón                  | Spagna      | Universidad Laboral de Gijón              | 62       |
| 30 luglio 2013 | San Sebastián          | Spagna      | Illumbe Bullring                          | 63       |
| 31 luglio 2013 | Calella de Palafrugell | Spagna      | Jardí Botànic de Cap Roig                 | 65       |

Stati Uniti d'America
- 23 ottobre 2013 – Terrace Theater, Long Beach,  Stati Uniti
- 25 ottobre 2013 – Pearl Concert Theater, Las Vegas,  Stati Uniti
- 26 ottobre 2013 – Wiltern Theater, Los Angeles,  Stati Uniti
- 27 ottobre 2013 – Fox Theater, Oakland,  Stati Uniti
- 28 ottobre 2013 – Fox Theater, Oakland,  Stati Uniti

## Scalette
- Scaletta 1 – What It Is, Corned Beef City, Privateering, Father and Son, Hill Farmer's Blues, Yon Two Crows, I Used to Could, Romeo and Juliet, Sultans of Swing, Song for Sonny Liston, Haul Away, Marbletown, Speedway at Nazareth, Telegraph Road, Brothers in Arms, Going Home: Theme from Local Hero
- Scaletta 2 – What It Is, Corned Beef City, Cleaning My Gun, Privateering, Father and Son, Hill Farmer's Blues, I Used to Could, Romeo and Juliet, Sultans of Swing, Song for Sonny Liston, Postcards from Paraguay, Marbletown, Speedway at Nazareth, Telegraph Road, Brothers in Arms, So Far Away
- Scaletta 3 – What It Is, Corned Beef City, Yon Two Crows, Seattle, Privateering, Father and Son, Hill Farmer's Blues, Romeo and Juliet, Sultans of Swing, Done With Bonaparte, Haul Away, Marbletown, Speedway at Nazareth, Telegraph Road, So Far Away, Piper to the End
- Scaletta 4 – What It Is, Corned Beef City, I Used to Could, 5:15 am, Privateering, Father and Son, Hill Farmer's Blues, Romeo and Juliet, Song for Sonny Liston, Done With Bonaparte, Miss You Blues, Marbletown, Speedway at Nazareth, Telegraph Road, So Far Away, Our Shangri-La
- Scaletta 5 – What It Is, Corned Beef City, Privateering, Father and Son, Hill Farmer's Blues, Kingdom of Gold, I Used to Could, Romeo and Juliet, Sultans of Swing, Gator Blood, Postcards from Paraguay, Marbletown, Speedway at Nazareth, Telegraph Road, Brothers in Arms, Going Home: Theme from Local Hero
- Scaletta 6 – What It Is, Corned Beef City, Privateering, Father and Son, Hill Farmer's Blues, Back to Tupelo, I Used to Could, Romeo and Juliet, Sultans of Swing, Gator Blood, Postcards from Paraguay, Marbletown, Speedway at Nazareth, Telegraph Road, So Far Away, Piper to the End
- Scaletta 7 – What It Is, Corned Beef City, Privateering, Father and Son, Hill Farmer's Blues, Back to Tupelo, I Used to Could, Romeo and Juliet, Song for Sonny Liston, Postcards from Paraguay, Haul Away, Marbletown, Yon Two Crows, Telegraph Road, Brothers in Arms, So Far Away
- Scaletta 8 – What It Is, Corned Beef City, Privateering, Father and Son, Hill Farmer's Blues, Kingdom of Gold, I Used to Could, Romeo and Juliet, Gator Blood, Prairie Wedding, Postcards from Paraguay, Marbletown, Speedway at Nazareth, Telegraph Road, Brothers in Arms, So Far Away
- Scaletta 9 – What It Is, Corned Beef City, Privateering, Father and Son, Hill Farmer's Blues, Kingdom of Gold, I Used to Could, Romeo and Juliet, Sultans of Swing, Gator Blood, Miss You Blues, Postcards from Paraguay, Marbletown, Speedway at Nazareth, Telegraph Road, So Far Away, Piper to the End
- Scaletta 10 – What It Is, Corned Beef City, Privateering, Father and Son, Hill Farmer's Blues, 5:15 am, I Used to Could, Romeo and Juliet, Sultans of Swing, Gator Blood, Haul Away, Postcards from Paraguay, Marbletown, Speedway at Nazareth, Telegraph Road, Brothers in Arms, So Far Away
- Scaletta 11 – What It Is, Corned Beef City, Privateering, Father and Son, Hill Farmer's Blues, Back to Tupelo, I Used to Could, Romeo and Juliet, Sultans of Swing, Gator Blood, Haul Away, Postcards from Paraguay, Marbletown, Speedway at Nazareth, Telegraph Road, Brothers in Arms, So Far Away
- Scaletta 12 – What It Is, Corned Beef City, Privateering, Father and Son, Hill Farmer's Blues, I Dug Up a Diamond, I Used to Could, Romeo and Juliet, Sultans of Swing, Gator Blood, Haul Away, Postcards from Paraguay, Marbletown, Speedway at Nazareth, Telegraph Road, So Far Away, Piper to the End
- Scaletta 13 – What It Is, Corned Beef City, Privateering, Father and Son, Hill Farmer's Blues, I Dug Up a Diamond, I Used to Could, Romeo and Juliet, Sultans of Swing, Gator Blood, Haul Away, Postcards from Paraguay, Marbletown, Telegraph Road, So Far Away, Piper to the End
- Scaletta 14 – What It Is, Corned Beef City, Privateering, Father and Son, Hill Farmer's Blues, I Dug Up a Diamond, Seattle, Kingdom of Gold, Romeo and Juliet, I Used to Could, Haul Away, Postcards from Paraguay, Marbletown, Speedway at Nazareth, Telegraph Road, So Far Away, Piper to the End
- Scaletta 15 – What It Is, Corned Beef City, Cleaning My Gun, Privateering, Father and Son, Hill Farmer's Blues, I Dug Up A Diamond, I Used to Could, Romeo and Juliet, Gator Blood, Haul Away, Postcards from Paraguay, Marbletown, Speedway at Nazareth, Telegraph Road, Brothers in Arms, So Far Away
- Scaletta 16 – What It Is, Corned Beef City, Privateering, Father and Son, Hill Farmer's Blues, Kingdom of Gold, I Dug Up A Diamond, I Used to Could, Romeo and Juliet, Gator Blood, Haul Away, Postcards from Paraguay, Marbletown, Speedway at Nazareth, Telegraph Road, So Far Away, Going Home: Theme from Local Hero
- Scaletta 17 – What It Is, Corned Beef City, Privateering, Father and Son, Hill Farmer's Blues, 5:15 am, Back to Tupelo, I Used to Could, Romeo and Juliet, Gator Blood, Haul Away, Postcards from Paraguay, Marbletown, Speedway at Nazareth, Telegraph Road, So Far Away, Going Home: Theme from Local Hero
- Scaletta 18 – What It Is, Corned Beef City, Privateering, Father and Son, Hill Farmer's Blues, Seattle, I Used to Could, Romeo and Juliet, Sultans of Swing, Gator Blood, Haul Away, Postcards from Paraguay, Marbletown, Speedway at Nazareth, Telegraph Road, So Far Away, Going Home: Theme from Local Hero
- Scaletta 19 – What It Is, Corned Beef City, Privateering, Father and Son, Hill Farmer's Blues, I Dug Up a Diamond, I Used to Could, Romeo and Juliet, Sultans of Swing, Gator Blood, Haul Away, Postcards from Paraguay, Marbletown, Speedway at Nazareth, Telegraph Road, Our Shangri-La, Going Home: Theme from Local Hero
- Scaletta 20 – What It Is, Corned Beef City, Privateering, Father and Son, Hill Farmer's Blues, Back to Tupelo, I Used to Could, Romeo and Juliet, Gator Blood, Haul Away, Postcards from Paraguay, Marbletown, Speedway at Nazareth, Telegraph Road, Our Shangri-La, Going Home: Theme from Local Hero
- Scaletta 21 – What It Is, Corned Beef City, Privateering, Father and Son, Hill Farmer's Blues, I Dug Up a Diamond, I Used to Could, Romeo and Juliet, Gator Blood, Haul Away, Postcards from Paraguay, Marbletown, Speedway at Nazareth, Telegraph Road, So Far Away, Going Home: Theme from Local Hero
- Scaletta 22 – What It Is, Corned Beef City, Privateering, Father and Son, Hill Farmer's Blues, I Dug Up a Diamond, I Used to Could, Romeo and Juliet, Gator Blood, Haul Away, Postcards from Paraguay, Marbletown, Speedway at Nazareth, Telegraph Road, Our Shangri-La, Going Home: Theme from Local Hero
- Scaletta 23 – What It Is, Corned Beef City, Privateering, Father and Son, Hill Farmer's Blues, I Dug Up a Diamond (con Ruth Moody}, Seattle (con Ruth Moody), I Used to Could, Romeo and Juliet, Sultans of Swing, Haul Away, Postcards from Paraguay, Marbletown, Speedway at Nazareth, Telegraph Road, Our Shangri-La, Going Home: Theme from Local Hero
- Scaletta 24 – What It Is, Corned Beef City, Privateering, Father and Son, Hill Farmer's Blues, Kingdom of Gold (con Ruth Moody), Seattle (con Ruth Moody), I Used to Could, Romeo and Juliet, Gator Blood, Haul Away, Postcards from Paraguay, Marbletown, Speedway at Nazareth, Telegraph Road, Brothers in Arms, Going Home: Theme from Local Hero
- Scaletta 25 – What It Is, Corned Beef City, Privateering, Father and Son, Hill Farmer's Blues, I Dug Up a Diamond (con Ruth Moody), Seattle (con Ruth Moody), I Used to Could, Romeo and Juliet, Sultans of Swing, Haul Away, Postcards from Paraguay, Marbletown, Speedway at Nazareth, Telegraph Road, Our Shangri-La, Going Home: Theme from Local Hero
- Scaletta 26 – What It Is, Corned Beef City, Privateering, Father and Son, Hill Farmer's Blues, I Dug Up a Diamond (con Ruth Moody), Seattle (con Ruth Moody), I Used to Could, Romeo and Juliet, Song for Sonny Liston, Haul Away, Postcards from Paraguay, Marbletown, Speedway at Nazareth, Telegraph Road, So Far Away, Our Shangri-La, Going Home: Theme from Local Hero
- Scaletta 27 – What It Is, Corned Beef City, Privateering, Father and Son, Hill Farmer's Blues, I Dug Up a Diamond (con Ruth Moody), Seattle (con Ruth Moody), I Used to Could, Romeo and Juliet, Sultans of Swing, Haul Away, Postcards from Paraguay, Marbletown, Speedway at Nazareth, Telegraph Road, So Far Away, Our Shangri-La, Going Home: Theme from Local Hero
- Scaletta 28 – What It Is, Corned Beef City, Privateering, Father and Son, Hill Farmer's Blues, I Dug Up a Diamond (con Ruth Moody), Seattle (con Ruth Moody), I Used to Could, Romeo and Juliet, Sultans of Swing, Haul Away, Postcards from Paraguay, Marbletown, Speedway at Nazareth, Telegraph Road, So Far Away, Our Shangri-La, Going Home: Theme from Local Hero
- Scaletta 29 – What It Is, Corned Beef City, Privateering, Father and Son, Hill Farmer's Blues, I Dug Up a Diamond, I Used to Could, Romeo and Juliet, Gator Blood, Haul Away, Postcards from Paraguay, Marbletown, Speedway at Nazareth, Telegraph Road, So Far Away, Piper to the End
- Scaletta 30 – What It Is, Corned Beef City, Privateering, Father and Son, Hill Farmer's Blues, I Dug Up a Diamond, I Used to Could, Romeo and Juliet, Song for Sonny Liston, Haul Away, Postcards from Paraguay, Marbletown, Speedway at Nazareth, Telegraph Road, So Far Away, Piper to the End
- Scaletta 31 – What It Is, Corned Beef City, Privateering, Father and Son, Hill Farmer's Blues, Kingdom of Gold, I Used to Could, Romeo and Juliet, Gator Blood, Haul Away, Postcards from Paraguay, Marbletown, Speedway at Nazareth, Telegraph Road, So Far Away, Piper to the End
- Scaletta 32 – What It Is, Corned Beef City, Cleaning My Gun, Privateering, Father and Son, Hill Farmer's Blues, I Dug Up a Diamond, I Used to Could, Romeo and Juliet, Song for Sonny Liston, Postcards from Paraguay, Marbletown, Speedway at Nazareth, Telegraph Road, Brothers in Arms, So Far Away
- Scaletta 33 – What It Is, Corned Beef City, Privateering, Father and Son, Hill Farmer's Blues, I Dug Up a Diamond, I Used to Could, Romeo and Juliet, Song for Sonny Liston, Haul Away, Postcards from Paraguay, Marbletown, Speedway at Nazareth, Telegraph Road, So Far Away, Piper to the End
- Scaletta 34 – What It Is, Corned Beef City, Cleaning My Gun, Privateering, Father and Son, Hill Farmer's Blues, I Dug Up a Diamond, I Used to Could, Romeo and Juliet, Song for Sonny Liston, Postcards from Paraguay, Marbletown, Telegraph Road, Brothers in Arms, So Far Away
- Scaletta 35 – What It Is, Corned Beef City, Privateering, Father and Son, Hill Farmer's Blues, Back to Tupelo, I Used to Could, Romeo and Juliet, Gator Blood, Haul Away, Postcards from Paraguay, Marbletown, Speedway at Nazareth, Telegraph Road, So Far Away, Piper to the End
- Scaletta 36 – What It Is, Corned Beef City, Privateering, Father and Son, Hill Farmer's Blues, Kingdom of Gold, I Used to Could, Romeo and Juliet, Song for Sonny Liston, Haul Away, Postcards from Paraguay, Marbletown, Speedway at Nazareth, Telegraph Road, So Far Away, Piper to the End
- Scaletta 37 – What It Is, Corned Beef City, Privateering, Father and Son, Hill Farmer's Blues, Kingdom of Gold, I Used to Could, Romeo and Juliet, Song for Sonny Liston, Haul Away, Postcards from Paraguay, Marbletown, Speedway at Nazareth, Telegraph Road, So Far Away, Piper to the End
- Scaletta 38 – What It Is, Corned Beef City, Privateering, Father and Son, Hill Farmer's Blues, I Dug Up a Diamond, I Used to Could, Romeo and Juliet, Gator Blood, Haul Away, Postcards from Paraguay, Marbletown, Speedway at Nazareth, Telegraph Road, Brothers in Arms, So Far Away
- Scaletta 39 – What It Is, Corned Beef City, Privateering, Father and Son, Hill Farmer's Blues, Seattle, I Used to Could, Romeo and Juliet, Song for Sonny Liston, Haul Away, Postcards from Paraguay, Marbletown, Speedway at Nazareth, Telegraph Road, Our Shangri-La, So Far Away
- Scaletta 40 – What It Is, Corned Beef City, Cleaning My Gun, Privateering, Father and Son, Hill Farmer's Blues, I Dug Up a Diamond, I Used to Could, Romeo and Juliet, Song for Sonny Liston, Postcards from Paraguay, Marbletown, Speedway at Nazareth, Telegraph Road, Our Shangri-La, So Far Away
- Scaletta 41 – What It Is, Corned Beef City, Privateering, Father and Son, Hill Farmer's Blues, Kingdom of Gold, I Used to Could, Romeo and Juliet, Gator Blood, Haul Away, Postcards from Paraguay, Marbletown, Speedway at Nazareth, Telegraph Road, Brothers in Arms, So Far Away
- Scaletta 42 – What It Is, Corned Beef City, Privateering, Father and Son, Hill Farmer's Blues, Kingdom of Gold, I Used to Could, Romeo and Juliet, Song for Sonny Liston, Postcards from Paraguay, Marbletown, Speedway at Nazareth, Telegraph Road, Brothers in Arms, So Far Away
- Scaletta 43 – What It Is, Corned Beef City, Privateering, Father and Son, Hill Farmer's Blues, I Dug Up a Diamond, Seattle, I Used to Could, Romeo and Juliet, Gator Blood, Haul Away, Postcards from Paraguay, Marbletown, Speedway at Nazareth, Telegraph Road, So Far Away, Piper to the End
- Scaletta 44 – What It Is, Corned Beef City, Privateering, Father and Son, Hill Farmer's Blues, I Dug Up a Diamond, Seattle, Kingdom of Gold, I Used to Could, Romeo and Juliet, Song for Sonny Liston, Haul Away, Postcards from Paraguay, Marbletown, Telegraph Road, So Far Away, Piper to the End
- Scaletta 45 – What It Is, Corned Beef City, Cleaning My Gun, Privateering, Father and Son, Hill Farmer's Blues, Seattle, Kingdom of Gold, I Used to Could, Romeo and Juliet, Song for Sonny Liston, Postcards from Paraguay, Marbletown, Speedway at Nazareth, Telegraph Road, Gator Blood, So Far Away
- Scaletta 46 – What It Is, Corned Beef City, Privateering, Father and Son, Hill Farmer's Blues, I Dug Up a Diamond, Seattle, Kingdom of Gold, I Used to Could, Romeo and Juliet, Song for Sonny Liston, Haul Away, Postcards from Paraguay, Marbletown, Telegraph Road, So Far Away, Piper to the End
- Scaletta 47 – What It Is, Corned Beef City, Privateering, Father and Son, Hill Farmer's Blues, I Dug Up a Diamond, Seattle, Kingdom of Gold, I Used to Could, Romeo and Juliet, Gator Blood, Haul Away, Postcards from Paraguay, Marbletown, Telegraph Road, So Far Away, Piper to the End
- Scaletta 48 – What It Is, Corned Beef City, Privateering, Father and Son, Hill Farmer's Blues, I Dug Up a Diamond, I Used to Could, Romeo and Juliet, Gator Blood, Haul Away, Postcards from Paraguay, Marbletown, Speedway at Nazareth, Telegraph Road, Our Shangri-La, Going Home: Theme from Local Hero
- Scaletta 49 – What It Is, Corned Beef City, Privateering, Father and Son, Hill Farmer's Blues, I Dug Up a Diamond, I Used to Could, Romeo and Juliet, Song for Sonny Liston, Dream of the Drowned Submariner, Postcards from Paraguay, Marbletown, Speedway at Nazareth, Telegraph Road, Our Shangri-La, Going Home: Theme from Local Hero
- Scaletta 50 – What It Is, Corned Beef City, Cleaning My Gun, Privateering, Father and Son, Hill Farmer's Blues, I Dug Up a Diamond, Dream of the Drowned Submariner, I Used to Could, Romeo and Juliet, Song for Sonny Liston, Postcards from Paraguay, Marbletown, Speedway at Nazareth, Telegraph Road, Our Shangri-La, Going Home: Theme from Local Hero
- Scaletta 51 – What It Is, Corned Beef City, Cleaning My Gun, Privateering, Father and Son, Hill Farmer's Blues, I Dug Up a Diamond, I Used to Could, Romeo and Juliet, Song for Sonny Liston, Dream of the Drowned Submariner, Postcards from Paraguay, Marbletown, Speedway at Nazareth, Telegraph Road, Our Shangri-La, Going Home: Theme from Local Hero
- Scaletta 52 – What It Is, Corned Beef City, Privateering, Father and Son, Hill Farmer's Blues, I Dug Up a Diamond, I Used to Could, Romeo and Juliet, Song for Sonny Liston, Dream of the Drowned Submariner, Postcards from Paraguay, Marbletown, Speedway at Nazareth, Telegraph Road, Our Shangri-La, Going Home: Theme from Local Hero
- Scaletta 53 – What It Is, Corned Beef City, Privateering, Father and Son, Hill Farmer's Blues, I Dug Up a Diamond, I Used to Could, Romeo and Juliet, Gator Blood, Haul Away, Postcards from Paraguay, Marbletown, Speedway at Nazareth, Telegraph Road, So Far Away, Piper to the End
- Scaletta 54 – What It Is, Corned Beef City, Cleaning My Gun, Privateering, Father and Son, Hill Farmer's Blues, I Used to Could, Romeo and Juliet, Song for Sonny Liston, Postcards from Paraguay, Marbletown, Speedway at Nazareth, Telegraph Road, So Far Away, Piper to the End
- Scaletta 55 – What It Is, Corned Beef City, Privateering, Father and Son, Hill Farmer's Blues, I Dug Up a Diamond, I Used to Could, Romeo and Juliet, Gator Blood, Postcards from Paraguay, Marbletown, Speedway at Nazareth, Telegraph Road, Our Shangri-La, So Far Away
- Scaletta 56 – What It Is, Corned Beef City, Cleaning My Gun, Privateering, Father and Son, Hill Farmer's Blues, I Used to Could, Romeo and Juliet, Song for Sonny Liston, Postcards from Paraguay, Marbletown, Speedway at Nazareth, Telegraph Road, So Far Away, Piper to the End
- Scaletta 57 – What It Is, Corned Beef City, I Dug Up a Diamond, Privateering, Father and Son, Hill Farmer's Blues, I Used to Could, Romeo and Juliet, Song for Sonny Liston, Postcards from Paraguay, Marbletown, Speedway at Nazareth, Telegraph Road, Brothers in Arms, So Far Away
- Scaletta 58 – What It Is, Corned Beef City, Privateering, Father and Son, Hill Farmer's Blues, I Dug Up a Diamond, Romeo and Juliet, Sultans of Swing, Song for Sonny Liston, Haul Away, Postcards from Paraguay, Marbletown, Speedway at Nazareth, Telegraph Road, Our Shangri-La, So Far Away
- Scaletta 59 – What It Is, Corned Beef City, Privateering, I Dug Up a Diamond, Gator Blood, Father and Son, Hill Farmer's Blues, Romeo and Juliet, Song for Sonny Liston, Postcards from Paraguay, Marbletown, Speedway at Nazareth, Telegraph Road, So Far Away, Piper to the End
- Scaletta 60 – What It Is, Corned Beef City, Privateering, Father and Son, Hill Farmer's Blues, I Used to Could, Romeo and Juliet, Song for Sonny Liston, Postcards from Paraguay, Marbletown, Speedway at Nazareth, Telegraph Road, So Far Away, Going Home: Theme from Local Hero
- Scaletta 61 – What It Is, Corned Beef City, Privateering, Father and Son, Hill Farmer's Blues, I Dug Up a Diamond, I Used to Could, Romeo and Juliet, Song for Sonny Liston, Haul Away, Postcards from Paraguay, Marbletown, Speedway at Nazareth, Telegraph Road, So Far Away, Going Home: Theme from Local Hero
- Scaletta 62 – What It Is, Corned Beef City, Privateering, Father and Son, Hill Farmer's Blues, I Dug Up a Diamond, I Used to Could, Romeo and Juliet, Gator Blood, Postcards from Paraguay, Marbletown, Speedway at Nazareth, Telegraph Road, So Far Away, Going Home: Theme from Local Hero
- Scaletta 63 – What It Is, Corned Beef City, Privateering, Father and Son, Hill Farmer's Blues, I Dug Up a Diamond, I Used to Could, Romeo and Juliet, Gator Blood, Haul Away, Postcards from Paraguay, Marbletown, Telegraph Road, So Far Away, Going Home: Theme from Local Hero
- Scaletta 64 – What It Is, Corned Beef City, Privateering, Father and Son, Hill Farmer's Blues, I Dug Up a Diamond, I Used to Could, Romeo and Juliet, Song for Sonny Liston, Postcards from Paraguay, Marbletown, Speedway at Nazareth, Telegraph Road, So Far Away, Going Home: Theme from Local Hero
- Scaletta 65 – What It Is, Corned Beef City, Privateering, Father and Son, Hill Farmer's Blues, I Dug Up a Diamond, I Used to Could, Romeo and Juliet, Song for Sonny Liston, Haul Away, Postcards from Paraguay, Marbletown, Telegraph Road, Our Shangri-La, So Far Away